# St Austell (stacja kolejowa)
 St Austell – stacja kolejowa w mieście St Austell, w hrabstwie Kornwalia. Stacja leży na linii kolejowej Cornish Main Line.

## Ruch pasażerski
Stacja obsługuje ok. 385 110 pasażerów rocznie (dane za okres od kwietnia 2021 do marca 2022). Posiada połączenie z Bristolem Exeterem, Londynem, Penzance, Plymouth.

## Obsługa pasażerów
Kasy biletowe, automat biletowy, informacja kolejowa, WC, bar, przystanek autobusowy, postój taksówek. Stacja znajduje się w odległości ok. 2 km od centrum miasta.

## Połączenia turystyczne
Z przystanku przy stacji kolejowej odjeżdżają obsługiwane przez First Great Western autobusy do The Eden Project i ogrodu botanicznego Zaginione Ogrody Heliganu. W autobusach obowiązują bilety kolejowe.